# وادي النضر
وادي النضر أو وادي النظر هو واد طوله خمسون كيلومتراً في تهامة بلاد بلقرن كثير الأشجار والشلالات تسيل مياهه من جبل النظر، ومن جبل حضوضاء، ومن جبل الحدب ويسيل باتجاه الغرب حتى يرفده وادي جفن عند بلدة ثريبان ثم ينحرف جنوباً حتى يلتقي مع وادي الجوف في قرن الماء ليبدأ وادي يبة الشهير.